# Amazóniai nyársasszarvas
Az amazóniai nyársasszarvas (Mazama nemorivaga) az emlősök (Mammalia) osztályának párosujjú patások (Artiodactyla) rendjébe, ezen belül a szarvasfélék (Cervidae) családjába és az őzformák (Capreolinae) alcsaládjába tartozó faj.

## Rendszertani helyzete
Manapság önálló fajnak tekintett, de korábban a Guazauvirá-szarvas (Mazama gouazoubira) (Fischer, 1814) alfajának vélték.

## Előfordulása
Az amazóniai nyársasszarvas  előfordulási területe Kolumbia, Venezuela, Guyana, Suriname, Francia Guyana, Kelet-Ecuador, Kelet-Peru, Brazília és talán Észak-Bolívia is. A korábban szintén a Guazauvirá-szarvas alfajának vélt Mazama nemorivaga permira (Kellogg, 1946) nevű szarvas a panamai Isla San José-n él. Ez a nyársasszarvasfaj az Amazonas-medence esőerdeinek és a dél-amerikai trópusi lombhullató erdeinek lakója. Az élőhelyein a vörös nyársasszarvas (Mazama americana) is előfordul; ez utóbbi azonban nagyobb és gyakoribb.
Habár kevésbé vadásszák, mint a többi szarvasokat, az erdőirtások és a szarvasmarhacsordák terjedése veszélyeztetheti.

## Megjelenése
Megjelenésben nagyon hasonlít a Guazauvirá-szarvasra; talán azért gondolták a kettőt egy fajnak.

## Szaporodása
Élőhelyének egyes területein egész évben szaporodhat; azonban az ellések többsége az esős évszakban történik meg.

## Képek

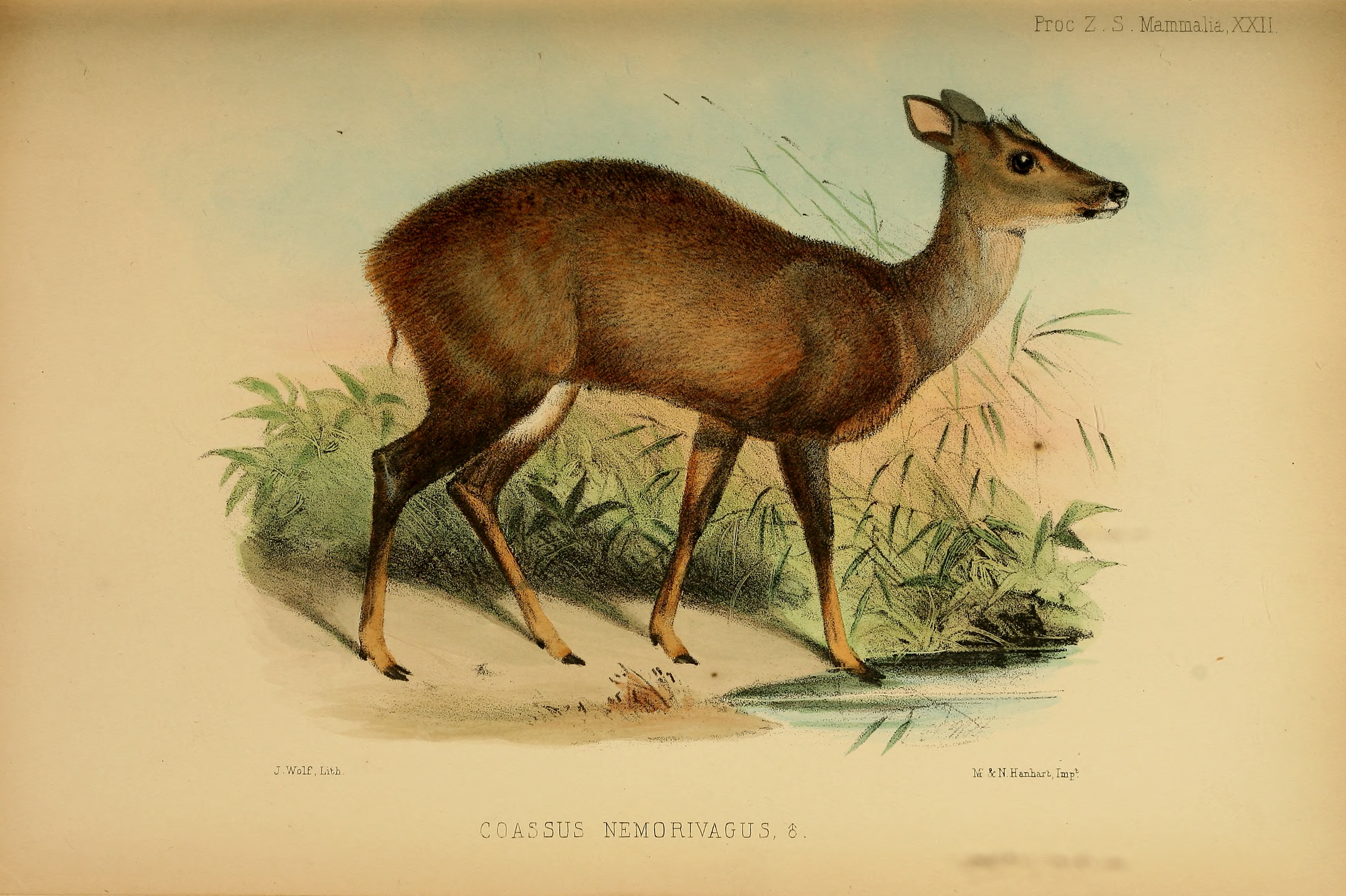
Régi rajzok
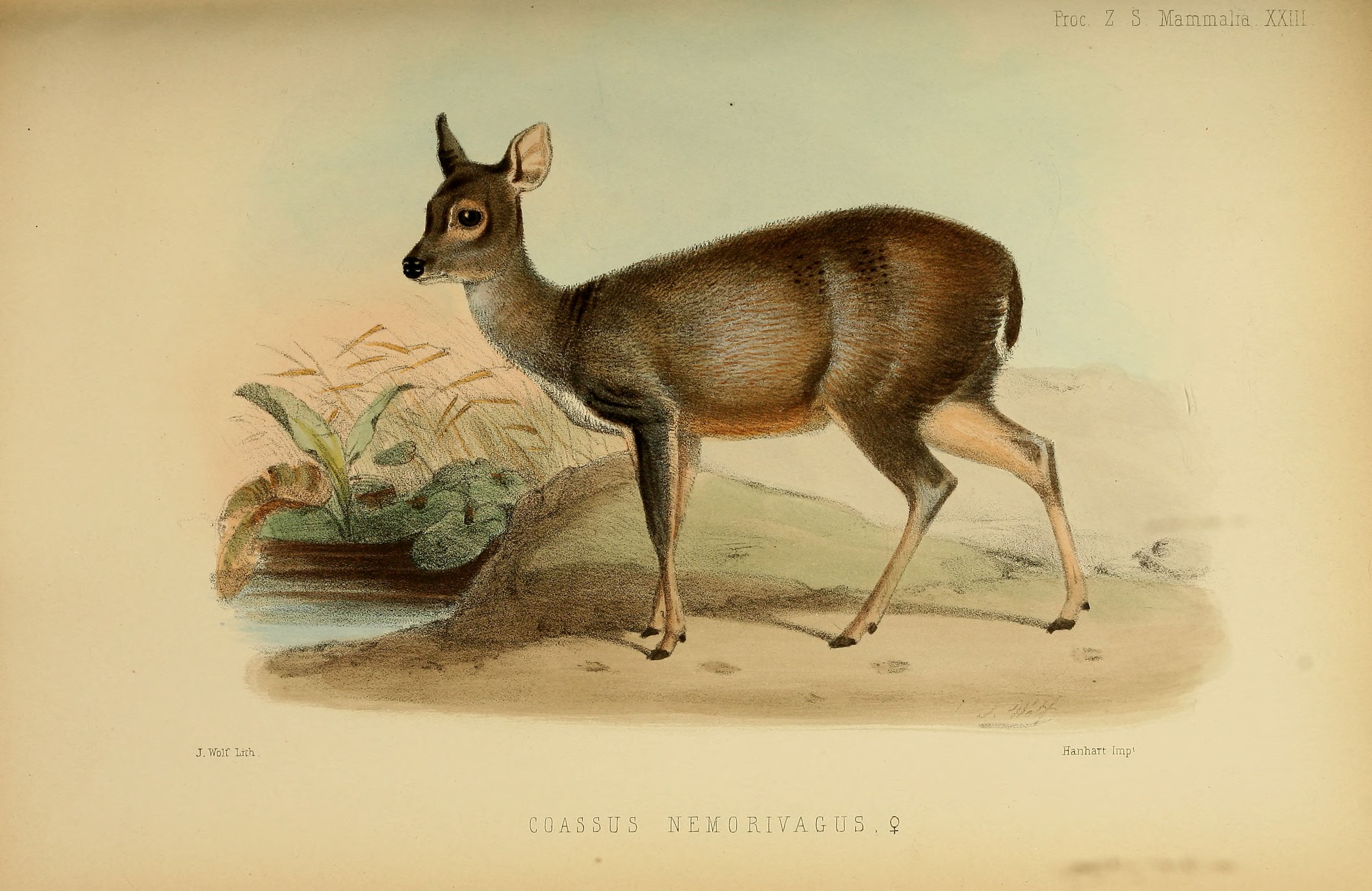
erről a szarvasról

### Fordítás
- Ez a szócikk részben vagy egészben  az   Amazonian brown brocket című angol Wikipédia-szócikk ezen változatának fordításán alapul.  Az eredeti cikk szerkesztőit annak laptörténete sorolja fel. Ez a jelzés csupán a megfogalmazás eredetét és a szerzői jogokat jelzi, nem szolgál a cikkben szereplő információk forrásmegjelöléseként.